# Malte Stefansson
Malte Stefansson, född 4 april 2000, är en svensk skidskytt,  tävlande för Oxbergs Idrottsförening.
Malte Stefansson debuterade i skidskyttets världscup den 28 november 2020 i distanstävlingen i Kontiolahti med en 79:e plats. 
Inför säsongen 2021/2022 togs Stefansson ut till en utvecklingsplats i skidskyttets A-lag. och har därefter fortsatt att vara en del av A-laget.  
Under Olympiska vinterspelen 2022 i Peking, deltog Stefansson som reserv, och gjorde ingen tävlingsstart.  
Vid Europamästerskapen i skidskytte 2023, i Lenzerheide var Stefansson med i det lag som tog brons i mixstafetten. Han bildade lag tillsammans med Tilda Johansson, Stina Nilsson och Anton Ivarsson.  

## Resultat

### Världscupen
Stefanssons hittills bästa resultat tog han vid distansloppet i Östersund, den 9 mars 2023 då han blev 24:a.

### Ställning i världscupen
| Säsong  | Totalt | Totalt | Distans | Distans | Sprint | Sprint | Jaktstart | Jaktstart | Masstart | Masstart |
| Säsong  | Poäng  | Plac.  | Poäng   | Plac.   | Poäng  | Plac.  | Poäng     | Plac.     | Poäng    | Plac.    |
| ------- | ------ | ------ | ------- | ------- | ------ | ------ | --------- | --------- | -------- | -------- |
| 2020/21 | –      | –      | –       | –       | –      | –      | –         | –         | –        |          |
| 2021/22 | 11     | 88:a   | –       | –       | 7      | 85:a   | 4         | 76:a      | –        | –        |
| 2022/23 | 32     | 64:a   | 17      | 46:a    | 7      | 78:a   | 8         | 68:a      | –        | –        |
| 2023/24 | –      | –      | –       | –       | –      | –      | –         | –         | –        | –        |
| 2024/25 | 10     | 77:a   | –       | –       | 10     | 65:a   | –         | –         | –        | –        |

Nytt poängsystem fr.o.m. säsongen 2022/2023.